# Boiruna sertaneja
Boiruna sertaneja — вид отруйних змій родини полозових (Colubridae). Ендемік Бразилії.

## Поширення і екологія
Boiruna sertaneja мешкають на північному сході Бразилії. Вони живуть в сухих чагарникових заростях каатинги. Живляться переважно зміями, а також ящірками.